# Castell de Perella
El Castell de Perella és un castell romànic en ruïnes de la comuna de Prats de Molló i la Presta, de la comarca del Vallespir (Catalunya del Nord).
Està situat a prop al nord-est de la vila i al sud-est del Fort de la Guàrdia, just al nord i damunt de la caserna de bombers de Prats de Molló. Hi havia hagut en aquest castell la capella de Sant Joan Baptista de Perella.
Diversos autors, com Josep Maria Gavín han interpretat les ruïnes existents com a pertanyents a la capella de Sant Joan Baptista, però estudis més recents analitzen les restes existents més a fonts i conclouen que són del castell, i no de la capella.
El lloc de Perella està documentat entre 979 i 988, a l'acta de consagració de Santa Justa i Santa Rufina de Prats de Molló, i torna a aparèixer en la segona consagració d'aquesta església, el 1245; sempre hi apareix com a delimitació de llevant. Als segles XII, XIII i començaments del XIV, el lloc de Perella és àmpliament documentat; fins i tot existien els senyors de Perella, com a senyors del lloc: castrum d.en Perella (1308). El 1684 el castell fou enderrocat per ordres de Sébastien Le Prestre de Vauban, per necessitats defensives de les fortificacions de Prats de Molló i del Fort de la Guàrdia.
Les restes del castell són en un planell estret al cim del serrat, cosa que condiciona la seva estructura: en dos dels seus costats, a llevant i a ponent, el vessant del mateix serrat cap als dos còrrecs que el delimiten feia de fossar defensiu, mentre que en els altres dos, el fossat fou excavat a la roca. Estava format bàsicament per una torre de planta quadrada i un cos d'edifici situat al seu nord-oest, de planta rectangular allargassada, amb l'eix longitudinal de nord a sud. Les parets que queden dempeus de la torre fan 3,4 m de llarg a l'interior, amb uns murs d'un gruix d'1,3. Es conserven força sencers en els costats nord i oest. A 5 metres del sòl hi ha un arc, conservat en part, que tancava la primera estança de la torre, i per damunt es veu l'arrencada d'un altre pis. A la façana nord hi ha un gran esvoranc, que devia correspondre a una porta, probablement espoliada.
L'aparell, que presenta sector en opus spicatum, és fet amb llicorella del país, senzillament escantonada i formant filades lligades amb morter. Per la part exterior, hi ha restes d'arrebossat.